# Сова-голконіг
Сова-голконіг (Ninox) — рід совоподібних птахів родини совових (Strigidae). Представники цього роду мешкають в Азії і Австралазії.

## Види
Виділяють 37 видів, включно з одним вимерлим:
- Сова-голконіг руда (Ninox rufa)
- Сова-голконіг гігантська (Ninox strenua)
- Сова-голконіг плямиста (Ninox connivens)
- Сова-голконіг плямистоголова (Ninox rudolfi)
- Сова-голконіг австралійська (Ninox boobook)
- Сова-голконіг роутська (Ninox rotiensis)[11]
- Сова-голконіг тиморська (Ninox fusca)[12]
- Сова-голконіг алорська (Ninox plesseni)[13]
- Ninox leucopsis[14]
- Морепорк (Ninox novaeseelandiae)
- Сова-голконіг японська, Ninox japonica[15][16]
- Сова-голконіг далекосхідна (Ninox scutulata)
- Сова-голконіг темнопера (Ninox obscura)[17]
- Сова-голконіг брунатна (Ninox randi)[18][16]
- Сова-голконіг андаманська (Ninox affinis)
- Сова-голконіг філіпінська (Ninox philippensis)
- Сова-голконіг мінданайська (Ninox spilocephala)[19][20]
- Сова-голконіг каміґуїнська (Ninox leventisi)[21][20]
- Сова-голконіг сулуйська (Ninox reyi)[22][20]
- Сова-голконіг себуйська (Ninox rumseyi)[23][20]
- Сова-голконіг східна (Ninox spilonotus)[24][20]
- Сова-голконіг міндорійська (Ninox mindorensis)[25][20]
- Сова-голконіг сумбайська (Ninox sumbaensis)[26]
- Сова-голконіг тогіанська (Ninox burhani)[27]
- Сова-голконіг вохристочерева (Ninox ochracea)
- Сова-голконіг індонезійська (Ninox ios)[28]
- Сова-голконіг гальмагерська (Ninox hypogramma)[29][30]
- Сова-голконіг буруйська (Ninox hantu)[31]
- Сова-голконіг молуцька (Ninox squamipila)
- Сова-голконіг танімбарська (Ninox forbesi)[32][30]
- Сова-голконіг острівна (Ninox natalis)
- Сова-голконіг мануська (Ninox meeki)
- Сова-голконіг новогвінейська (Ninox theomacha)
- Сова-голконіг сулавеська (Ninox punctulata)
- Сова-голконіг новобританська (Ninox odiosa)
- Сова-голконіг новоірландська (Ninox variegata)
- †Сова новозеландська (Ninox albifacies)

Дослідження геному вимерлої новозеландської сови показало, що, імовірно, цей вид належав до роду Ninox, а не до монотипового роду Sceloglaux.

## Етимологія
Наукова назва роду Ninox походить від сполучення наукових назв родів Nisus Cuvier, 1800 (синонім роду Accipiter Brisson, 1760) і Noctua Savigny, 1809.